# Naga ed-Deir
Naga ed-Deir (Naga al-Deir) és un llogaret egipci que dona nom a una necròpolis de la regió d'Abidos, a la part oriental del Nil, a la governació de Sohag una mica al sud d'Akhmim, que s'estén per uns quants kilòmetres.
Els primers enterraments són d'època predinàstica i van seguir fins a l'Imperi mitjà. La troballa més important són els papirs de Reisner que foren trobats aquí en un sarcòfag de la dinastia XII; els papirs parlen de l'organització d'un gran edifici i donen noms i relacions d'almenys set-cents treballadors. Es va trobar també una estela d'una dona anomenada Senet-Inhert, que es creu que era una sacerdotessa d'Inhert (Onuris) que probablement era la dona del nomarca i sacerdot del primer període intermedi.
L'americà George Reisner fou el primer que va excavar la zona entre 1901 i 1924. Després va seguir el seu treball Albert Lythgoe, i les seves troballes foren estudiades per Grafton Elliott Smith i han servit de base a futurs estudis. Es creu que el cementiri servia a l'antiga ciutat de Tinis durant el període dels enterraments; l'emplaçament exacte de Tinis no es coneix, però se suposa que era prop de Girga (una mica a l'oest d'aquesta ciutat).